# Elysium (альбом Stratovarius)
Elysium — тринадцатый студийный альбом финской пауэр-метал-группы Stratovarius. Выпуск альбома состоялся 12 января 2011 года. Альбом был анонсирован клавишником группы 8 ноября 2010 года посредством официального сайта.
Тексты песен альбома затрагивает тему глобального загрязнения мира.

## Список композиций
| №                   | Название               | Длительность |
| ------------------- | ---------------------- | ------------ |
| 1.                  | «Darkest Hours»        | 4:11         |
| 2.                  | «Under Flaming Skies»  | 3:52         |
| 3.                  | «Infernal Maze»        | 5:33         |
| 4.                  | «Fairness Justified»   | 4:21         |
| 5.                  | «The Game Never Ends»  | 3:54         |
| 6.                  | «Lifetime In A Moment» | 6:39         |
| 7.                  | «Move The Mountain»    | 5:34         |
| 8.                  | «Event Horizon»        | 4:24         |
| 9.                  | «Elysium»              | 18:07        |
| Общая длительность: | Общая длительность:    | 56:35        |

Коллекционное издание содержит 2 бонус-трека: «Last Shore» и «Hallowed».
Японское издание содержит 4 бонус-трека: «Castaway», « Darkest hours» (demo), «Against the Wind» (live), « Black Diamond» (live).

## Позиции в чартах
| Страна             | Высшая позиция | И.    |
| ------------------ | -------------- | ----- |
| Бельгия (Валлония) | 80             | [ 2 ] |
| Германия           | 38             | [ 2 ] |
| Финляндия          | 1              | [ 2 ] |
| Франция            | 70             | [ 2 ] |
| Швейцария          | 45             | [ 2 ] |

## Участники записи
Альбом был записан в следующем составе:
- Тимо Котипелто — вокал, бэк-вокал, продюсер
- Матиас Купиайнен — гитара, кл.программирование, звукозапись, микширование (3,4,8,9)
- Лаури Порра — бас-гитара, кл.программирование, бэк-вокал
- Йенс Йоханссон — клавишные, соло
- Йорг Михаэль — ударные, продюсер
- Risto Kupiainen — клавишные аранжировки и оркестр на 3, оркестровые аранжировки (1,3), программирование хора
- Perttu Vänskä — оркестровые аранжировки (1,2,4,9), программирование оркестра (2,4,9), звукозапись, сведение
- Arzka Sievälä — хор
- Jani Liimatainen — хор
- Aleksi Parviainen — хор
- Tipe Johnson — хор
- Anssi Stenberg — хор
- Marko Waara — хор
- Kalle Keski-Orvola — звукозапись, сведение
- Santtu Lehtiniemi — звукозапись
- Mikko Karmila — звукорежиссёр
- Svante Försback — мастеринг